# Mundolinco
Il mundolinco è un progetto di lingua artificiale creata nel 1888 da J. Braakman (anche Braakmaan o Braakmann), nei Paesi Bassi. È nota per essere stata il primo esperantido.

## Grammatica
Gli aggettivi e gli avverbi terminano in -e.
- Es.: Digne = degno
- Es.: Hodie = oggi

I sostantivi terminano in -o.
- Es.: Amiso = amico

"Io" in mundolinco si dice mi.

## Esempio
- Mundolinco:

Digne Amiso! Hodie mi factos conesso con el nove universe linco del sinjoro Braakman. Mi perstudies ho linco presimente en cvinto hori ! … Ce ho linco essos el fasilosime del mundo…
- Esperanto:

Digna Amiko! Hodiaŭ mi ekkonis la novan universalan lingvon de sinjoro Braakman. Mi pristudis tiun lingvon rapide en kvin horoj! … Ĉi tiu lingvo estas la plej facila de la mondo…
- Italiano:

Mio degno amico! Oggi sono venuto a conoscenza della nuova lingua universale del signor Braakman. Ho studiato la lingua rapidamente, nell'arco di cinque ore!…  Questo è il linguaggio più semplice del mondo…